# 卢瓦雷省
卢瓦雷省（法語：Loiret，法語：[lwaʁɛ] ⓘ）是法國中央-卢瓦尔河谷大区所轄的省份，得名于卢瓦雷河。該省編號為45。